# 阿部浩之
阿部 浩之（あべ ひろゆき、1989年7月5日 - ）は、奈良県北葛城郡上牧町出身の元プロサッカー選手。ポジションはミッドフィールダー、フォワード。元日本代表。
妻はモデルの王子咲希。1児の父。

## 来歴

### プロ入り前
奈良県北葛城郡上牧町出身。小学1年生の頃から地元の少年団でサッカーを始める。中学時代は県下の強豪クラブである高田FCのジュニアユースチームでプレーし、高校は新たにサッカー部が創部したばかりの大阪府の大阪桐蔭高校に進学。創部3年目の2007年には主将としてチームを初のインターハイ出場（ベスト8）に導いた。
高校卒業後は加茂周が監督を務める関西学院大学に進学。司令塔、ストライカーとして活躍し、個人としても関西大学選抜、全日本大学選抜、U-21日本代表などに選出され、2010年にはトゥーロン国際大会に日本代表メンバーとして出場した。2011年、関西学生サッカーリーグでは通算19得点を挙げて1部リーグ得点王に輝き、同じくプロ入りが決まっている同期の梶川諒太と共にベストイレブンに関学大から2名が選出され。リーグMVPにも選ばれた。

### ガンバ大阪
2012年、前年にJリーグの4クラブの練習に参加し、ヴィッセル神戸など他のクラブからもオファーがあったが、最終的に「自分を成長させられる環境」としてJリーグ・ガンバ大阪に入団。3月10日、J1開幕戦の神戸戦でJリーグ初出場を果たす。4月14日、J1第6節川崎フロンターレ戦でJリーグ初ゴールを決め、このゴールがガンバの2012年リーグ戦初勝利の決勝点となった。その後も主にスーパーサブとして起用された。
2013年は開幕スタメンに抜擢されチーム初ゴールを決めた。その後は前年同様、スーパーサブでの起用が多かったものの、日本人チーム3位タイの5得点を記録した。
2014年は開幕こそ怪我で出遅れるも復帰後はシーズン通してレギュラーとして活躍し、Jリーグ優秀選手賞を初受賞。セレッソ大阪との大阪ダービーでは2試合3得点の「ダービー男」ぶりを発揮するなど、リーグ戦はチーム3位の7得点を記録する。また、中盤の2列目からの積極的なハードワークで攻守両面にわたり奮闘し、ガンバの国内三冠に大きく貢献した。
2015年もシーズン通してハードワークを惜しまず攻守両面で存在感を発揮。フォーメーションが4-2-3-1になった後半戦は右サイドハーフのレギュラーに定着した。
2015年の公式戦出場はチーム3位の58試合にのぼった。

### 川崎フロンターレ
2017年1月4日、川崎フロンターレに完全移籍で加入することが発表された。3月10日、第3節の柏レイソル戦では自身初の1トップに入った。4月24日、第8節の清水エスパルス戦で移籍後初得点を決めた。5月5日、第10節のアルビレックス新潟戦では全得点に絡む活躍で勝利に貢献した。7月1日、第17節のヴィッセル神戸戦でも2得点2アシストの活躍で勝利に貢献した。第13節の振替が行われた7月5日の浦和レッズ戦では、キャリアハイの8得点目をきめて自身の誕生日を勝利で飾った。9月3日、ルヴァンカップ準々決勝・2ndレグのFC東京戦ではプロ入り初めてかつ川崎の日本人選手で史上初の多摩川クラシコハットトリックを達成し準決勝進出に貢献した。11月29日、EAFF E-1フットボールチャンピオンシップ2017に挑む日本代表に初選出され、12月9日の北朝鮮戦で国際Aマッチ初出場。
2019年のJリーグYBCルヴァンカップ決勝はG大阪時代から通算で5回目の出場。ヤマザキナビスコカップ時代から続いていた川崎のJリーグカップ決勝連続ノーゴールを405分で止める同点ゴールを挙げ、初優勝に貢献した。

### 名古屋グランパス
2020年、名古屋グランパスに完全移籍で加入。2月23日、開幕戦のベガルタ仙台戦で移籍後初得点を決めた。

### 湘南ベルマーレ
2022年7月、湘南ベルマーレに期限付き移籍で加入。2023年からは完全移籍に移行。
2024年12月1日、契約満了により湘南を退団する旨が発表された。
2025年2月12日、現役引退が発表された。

### 引退後
2025年5月1日、ガンバ大阪のクラブ・リレーションズ・オフィサー(CRO)に就任した。

## プレースタイル・評価
170cm前後の小柄な体格ながら、左右両足を問わずに蹴れるシュートの精度と重心の低い積極的なドリブルが武器のアタッカー。得意のキックはプレースキッカーとしても効果を発揮する。本職のサイドハーフ以外に、ボランチやフォワードなどの様々な攻撃的なポジションで起用され、得点力も高い。

## 所属クラブ
- 1996年 - 2001年 エントラーダSC
- 2002年 - 2004年 高田FCU-15
- 2005年 - 2007年 大阪桐蔭高等学校
- 2008年 - 2011年 関西学院大学
- 2012年 - 2016年 ガンバ大阪
- 2017年 - 2019年 川崎フロンターレ
- 2020年 - 2022年 名古屋グランパス
  - 2022年7月 - 同年12月 湘南ベルマーレ (期限付き移籍)
- 2023年 - 2024年 湘南ベルマーレ

## 個人成績
| 国内大会個人成績 | 国内大会個人成績 | 国内大会個人成績 | 国内大会個人成績 | 国内大会個人成績 | 国内大会個人成績 | 国内大会個人成績 | 国内大会個人成績 | 国内大会個人成績 | 国内大会個人成績 | 国内大会個人成績 | 国内大会個人成績 |
| 年度             | クラブ           | 背番号           | リーグ           | リーグ戦         | リーグ戦         | リーグ杯         | リーグ杯         | オープン杯       | オープン杯       | 期間通算         | 期間通算         |
| 年度             | クラブ           | 背番号           | リーグ           | 出場             | 得点             | 出場             | 得点             | 出場             | 得点             | 出場             | 得点             |
| 日本             | 日本             | 日本             | 日本             | リーグ戦         | リーグ戦         | リーグ杯         | リーグ杯         | 天皇杯           | 天皇杯           | 期間通算         | 期間通算         |
| ---------------- | ---------------- | ---------------- | ---------------- | ---------------- | ---------------- | ---------------- | ---------------- | ---------------- | ---------------- | ---------------- | ---------------- |
| 2009             | 関学大           | 19               | -                | -                | -                | -                | -                | 1                | 0                | 1                | 0                |
| 2012             | G大阪            | 25               | J1               | 18               | 2                | 1                | 0                | 3                | 1                | 22               | 3                |
| 2013             | G大阪            | 13               | J2               | 30               | 5                | -                | -                | 2                | 0                | 32               | 5                |
| 2014             | G大阪            | 13               | J1               | 30               | 7                | 9                | 3                | 4                | 0                | 43               | 10               |
| 2015             | G大阪            | 13               | J1               | 33               | 4                | 4                | 1                | 4                | 0                | 41               | 5                |
| 2016             | G大阪            | 13               | J1               | 24               | 3                | 2                | 1                | 1                | 0                | 27               | 4                |
| 2017             | 川崎             | 8                | J1               | 28               | 10               | 3                | 3                | 1                | 0                | 32               | 13               |
| 2018             | 川崎             | 8                | J1               | 29               | 5                | 2                | 1                | 1                | 0                | 32               | 6                |
| 2019             | 川崎             | 8                | J1               | 23               | 7                | 5                | 2                | 3                | 0                | 31               | 9                |
| 2020             | 名古屋           | 11               | J1               | 27               | 4                | 2                | 0                | -                | -                | 29               | 4                |
| 2021             | 名古屋           | 7                | J1               | 8                | 0                | 0                | 0                | 2                | 0                | 10               | 0                |
| 2022             | 名古屋           | 7                | J1               | 16               | 1                | 6                | 1                | 3                | 2                | 25               | 4                |
| 2022             | 湘南             | 49               | J1               | 13               | 3                | -                | -                | -                | -                | 13               | 3                |
| 2023             | 湘南             | 7                | J1               | 29               | 1                | 4                | 0                | 4                | 1                | 37               | 2                |
| 2024             | 湘南             | 7                | J1               | 25               | 3                | 1                | 0                | 1                | 0                | 27               | 3                |
| 通算             | 日本             | 日本             | J1               | 303              | 50               | 39               | 12               | 27               | 4                | 369              | 66               |
| 通算             | 日本             | 日本             | J2               | 30               | 5                | -                | -                | 2                | 0                | 32               | 5                |
| 通算             | 日本             | 日本             | 他               | -                | -                | -                | -                | 1                | 0                | 1                | 0                |
| 総通算           | 総通算           | 総通算           | 総通算           | 333              | 55               | 39               | 12               | 30               | 4                | 402              | 71               |

その他の公式戦
| 2016   | G大23  | 13     | J3     | 2 | 0 | 2 | 0 |
| 通算   | 日本   | 日本   | J3     | 2 | 0 | 2 | 0 |
| 総通算 | 総通算 | 総通算 | 総通算 | 2 | 0 | 2 | 0 |

- 2015年
  - スーパーカップ 1試合0得点
  - Jリーグチャンピオンシップ 3試合0得点
- 2016年
  - スーパーカップ 1試合0得点
- 2018年
  - スーパーカップ 1試合0得点
- 2019年
  - スーパーカップ 1試合0得点

| 国際大会個人成績 | 国際大会個人成績 | 国際大会個人成績 | 国際大会個人成績 | 国際大会個人成績 |
| 年度             | クラブ           | 背番号           | 出場             | 得点             |
| AFC              | AFC              | AFC              | ACL              | ACL              |
| ---------------- | ---------------- | ---------------- | ---------------- | ---------------- |
| 2012             | G大阪            | 25               | 2                | 1                |
| 2015             | G大阪            | 13               | 12               | 3                |
| 2016             | G大阪            | 13               | 3                | 0                |
| 2017             | 川崎             | 8                | 8                | 1                |
| 2018             | 川崎             | 8                | 4                | 0                |
| 2019             | 川崎             | 8                | 2                | 0                |
| 2021             | 名古屋           | 7                | 4                | 2                |
| 通算             | AFC              | AFC              | 35               | 7                |

その他の国際公式戦
- 2015年
  - スルガ銀行チャンピオンシップ 1試合0得点

出場歴
- Jリーグ初出場 - 2012年3月10日 J1第1節 vsヴィッセル神戸（万博記念競技場）
- Jリーグ初得点 - 2012年4月14日 J1第6節 vs川崎フロンターレ（万博記念競技場）

## タイトル

### クラブ
関西学院大学
- 関西学生サッカーリーグ1部：1回（2009年）
- 兵庫県サッカー選手権大会：2回（2009年、2010年）

ガンバ大阪
- J1リーグ：1回（2014年）
- J2リーグ：1回（2013年）
- Jリーグカップ：1回（2014年）
- 天皇杯：2回（2014年、2015年）
- FUJI XEROX SUPER CUP：1回（2015年）

川崎フロンターレ
- J1リーグ：2回（2017年、2018年）
- FUJI XEROX SUPER CUP：1回（2019年）
- Jリーグカップ：1回（2019年）

名古屋グランパス
- Jリーグカップ：1回（2021年）

### 個人
- 関西サッカーリーグ最優秀選手賞：1回（2011年）
- 関西サッカーリーグ得点王：1回（2011年）
- Jリーグ優秀選手賞：1回（2014年）

## 代表歴
- 国際Aマッチ初出場 - 2017年12月9日 EAFF E-1サッカー選手権2017 vs北朝鮮代表（味の素スタジアム）

### 出場大会
- 全日本大学選抜
  - 2010年 - デンソーカップサッカー
- U-21日本代表
  - 2010年 - 第38回トゥーロン国際大会
- 日本代表
  - 2017年 - EAFF E-1フットボールチャンピオンシップ2017

### 試合数
- 国際Aマッチ 3試合 0得点（2017年）

| 日本代表 | 国際Aマッチ | 国際Aマッチ |
| 年       | 出場        | 得点        |
| -------- | ----------- | ----------- |
| 2017     | 3           | 0           |
| 通算     | 3           | 0           |

### 出場
| No. | 開催日         | 開催都市 | スタジアム       | 対戦国 | 結果 | 監督           | 大会                       |
| --- | -------------- | -------- | ---------------- | ------ | ---- | -------------- | -------------------------- |
| 1.  | 2017年12月9日  | 調布     | 味の素スタジアム | 北朝鮮 | ○1-0 | ハリルホジッチ | EAFF E-1サッカー選手権2017 |
| 2.  | 2017年12月12日 | 調布     | 味の素スタジアム | 中国   | ○2-1 | ハリルホジッチ | EAFF E-1サッカー選手権2017 |
| 3.  | 2017年12月16日 | 調布     | 味の素スタジアム | 韓国   | ●1-4 | ハリルホジッチ | EAFF E-1サッカー選手権2017 |